# Лосево (Шелковская волость)
Лосево — деревня в Великолукском районе Псковской области России. Входит в состав Шелковской волости.

## География
Расположена на северо-востоке района, в 52 км к северо-востоку от райцентра Великие Луки и в 10 км к северу от бывшего волостного центра Букрово-2.

## Население
| 2001 | 2002 | 2010 |
| ---- | ---- | ---- |
| 108  | ↘78  | ↘62  |

Численность населения деревни по оценке на начало 2001 года составляла 108 жителей.

## История
С января 1995 до декабря 2014 года деревня входила в состав ныне упразднённой Букровской волости.